# Naoto Hiroyama
Naoto Hiroyama est le guitariste du groupe japonais Orange Range. Il s'occupe aussi de la programmation et joue de plusieurs autres instruments. En 2007, il forme en parallèle le duo delofamilia avec une chanteuse du groupe et en 2013 le groupe NAOTOHIROKI&KarateSysteme avec le chanteur Hiroki Hokama, également chanteur de Orange Range.

## Discographie
En solo :

### Singles
- 2010 : Pages
- 2011 : Transfer

## Liens Externes
Site Officiel de delofamilia